# Sinjska Alka

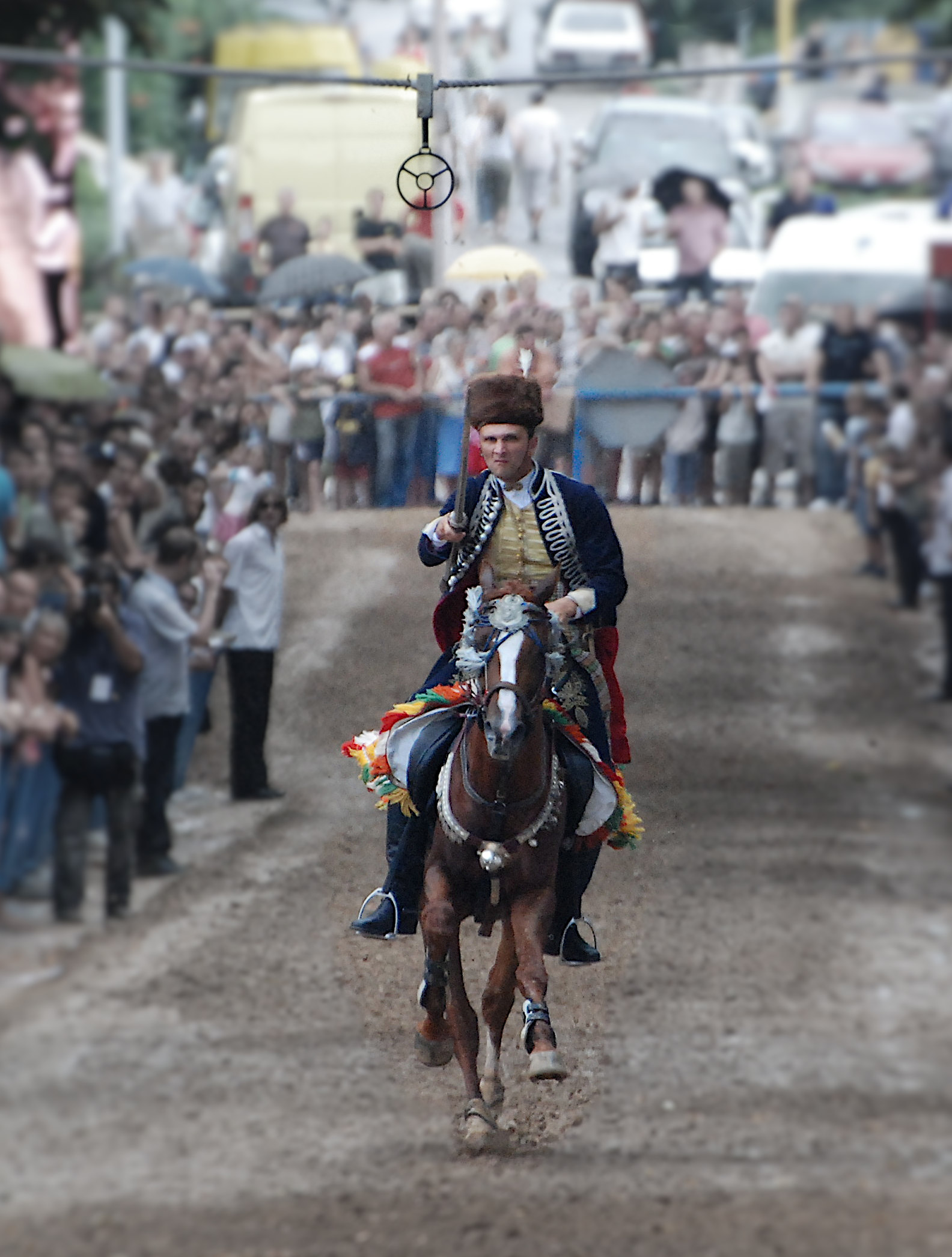
Alkar w galopie

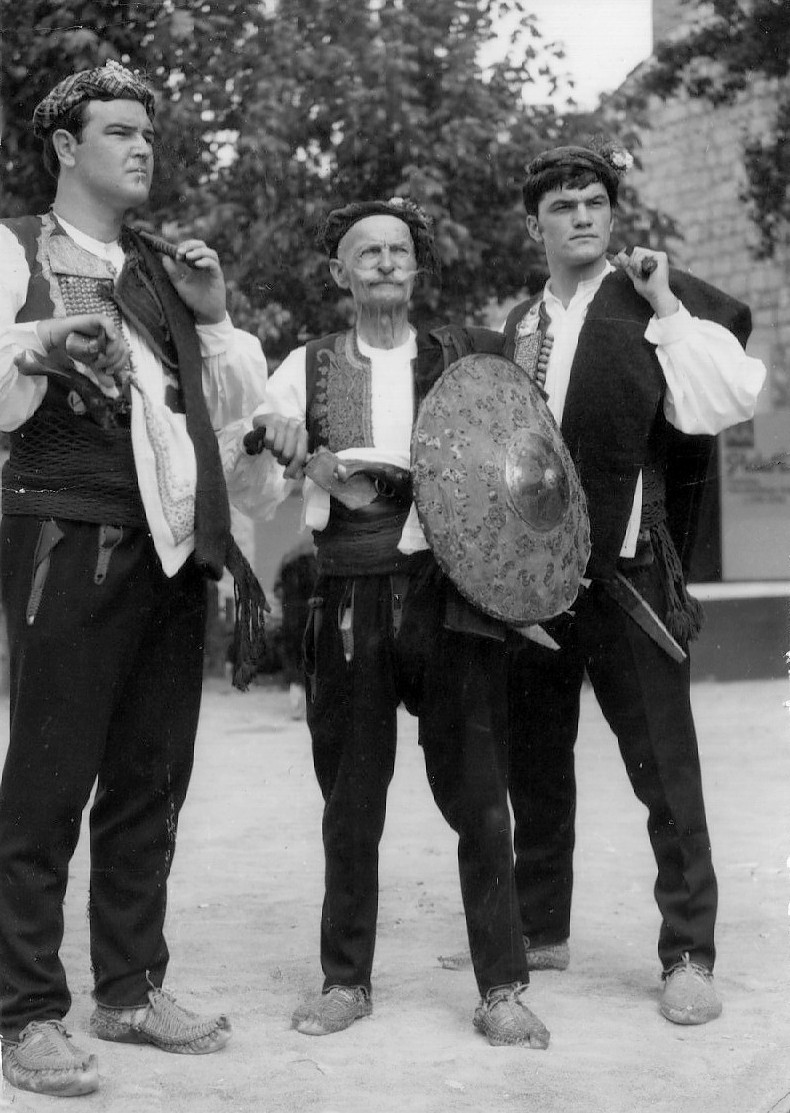
Mężczyźni niosący buzdygany, mężczyzna niosący turecką tarczę

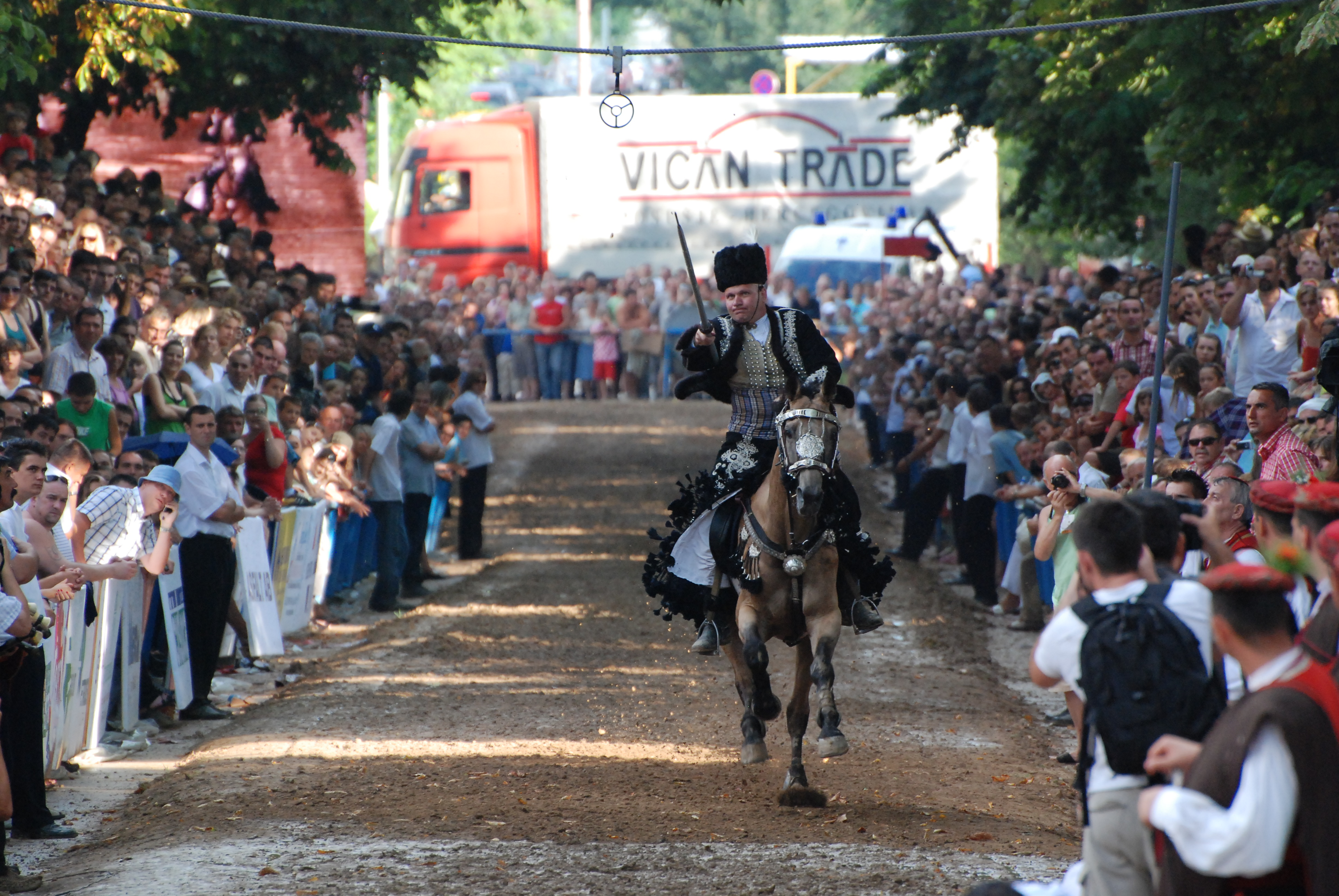
Alkar celujący do obręczy

Sinjska Alka – doroczny turniej rycerski w Sinj w Chorwacji.
W 2010 roku turniej „Sinjska Alka” został wpisany na listę niematerialnego dziedzictwa UNESCO.

## Historia
Jeszcze w XIX wieku w regionie odbywało się wiele turniejów rycerskich, m.in. do 1820 roku w Zadarze, do 1840 roku w Imotskim, a do 1832 roku w Makarskiej. Sinjska Alka odbywa się nieprzerwanie od XVIII wieku, a od XIX wieku turniej odbywa się w sierpniu.
Turniej organizowany jest ku czci Matki Boskiej, która wedle legendy miała uratować miasto przed wojskami tureckimi w 1715 roku. Legenda utrzymuje, że kobieta w bieli maszerowała po murach miasta, a żołnierze tureccy, widząc ją, rzucili się do odwrotu.
W 1715 roku, podczas wojny Wenecji z Imperium Osmańskim, miasto było oblegane przez wojska tureckie. Z pomocą miastu przeszedł dowódca wenecki Angelo Emo, który zjednoczył pod własnym przywództwem 15 tys. żołnierzy, głównie Chorwatów. 15 sierpnia 1715 roku armia Emo zaatakowała wojska Turków na tyłach i dzięki temu Sinj został obroniony. By uczcić bohaterstwo żołnierzy chorwackich, miasto miało zorganizować pierwszy turniej już w 1717 roku. Pierwsza pisemna wzmianka o turnieju pochodzi z 1784 roku.
W 1818 roku cesarz Austrii Franciszek II Habsburg odwiedził Sinj i podarował zwycięzcy turnieju pierścień z brylantem o wartości ówczesnych 800 forintów. Odtąd co roku, do 1902 roku, zwycięzca otrzymywał z Wiednia nagrodę w wysokości 100 forintów, co przyczyniło się do utrzymania kosztownego turnieju. Później nagroda wynosiła 4000 koron, a w czasie I wojny światowej tylko 600 koron.
W 1838 roku turniej oglądał król Saksonii Fryderyk August II Wettyn. W 1842 roku zorganizowano dwa specjalne turnieje na cześć odwiedzających miasto arcyksiążąt Albrechta Fryderyka (późniejszego księcia cieszyńskiego), a później Franciszka Karola. W 1875 roku zorganizowano turniej na cześć cesarza Franciszka Józefa I przebywającego w Sinj, który nagrodził zwycięzcę Mato Bonicia złotym pierścieniem.
W 1919 roku turniej przeprowadzono ku czci Piotra I Karadziordziewicza. W 1965 roku miasto zorganizowało turniej jubileuszowy z okazji 250. rocznicy, na tych obchodach obecny był Josip Broz Tito. Franjo Tuđman oglądał turniej w 1990, 1992 i 1997 roku. Stjepan Mesić patronował turniejowi w 2000 roku.
Najsłynniejszym zwycięzcą turnieju był Nikola Cerinić, który wygrał zawody dwanaście razy (w 1873, 1874, 1878, 1880, 1883, 1887, 1891, 1892, 1895, 1897, 1898 i w 1899 roku). Turniej wygrywał osiem razy Nikola Jelinčić, pięć razy wygrywali Jozo Boko, Janko Kelava, Anđelko Vučković i Ognjen Preost.
W czasie swojej historii turniej odbył się trzy razy poza miastem Sinj: w 1832 roku w Splicie (przyczyna nieznana), w 1922 roku w Belgradzie z okazji ślubu króla Jugosławii Aleksandra I i w 1946 roku w Zagrzebiu z okazji III konferencji stowarzyszenia zjednoczonej młodzieży jugosłowiańskiej.
W 2010 roku turniej „Sinjska Alka” został wpisany na listę niematerialnego dziedzictwa UNESCO.
W 2015 roku na 300. turniej przybył premier Zoran Milanović, który dokonał uroczystego otwarcia muzeum historii turnieju „Sinjska Alka”.

## Opis

Punkty za celne rzuty w określony punkt obręczy

Podczas turnieju rycerze (alkarzy), galopując na koniach, próbują trafić trzymetrowymi lancami w środek żelaznych obręczy (alka – nazwa pochodzi od tureckiego słowa „halka” od arabskiego „halqa”) rozwieszonych na linach na trasie ich przejazdu.
Zasady turnieju określa kodeks – pierwszy spisany był w 1833 roku, promujący fair play. W turnieju mogą brać udział jedynie członkowie Stowarzyszenia Rycerzy Alka, niekarani, urodzeni i mieszkający w Sinj lub regionie, których rodzice również pochodzą z regionu. Alkarzy jadą w pełnym galopie (przynajmniej 45 km/h), nie wstając z siodła i trzymając stopy cały czas w strzemionach. Liczba uczestników to minimum 11, a maksimum 17 alkarów.
Obręcze wykonane są z kutego żelaza, a w środku większej (o średnicy 131,7 mm) znajduje się mniejsza (o średnicy 35,1 mm) podtrzymywana przez trzy pręty biegnące od obręczy zewnętrznej i dzielące pole pomiędzy obręczami na trzy równe części. Obręcze i pręty mają grubość 6,6 mm. Trafienie w mniejszą obręcz „srida” daje trzy punkty, w górne pole – dwa, a w jedno z dwóch dolnych pól – jeden punkt. Obręcze umieszczane są tak, by mniejsza obręcz wewnętrzna znajdowała się na wysokości 332 cm nad ziemią.
Turniej otwiera uroczysty pochód prowadzony przez „arambašę” – komendanta drużyny alkarów, za którym podążają: mężczyźni niosący buzdygany, mężczyzna niosący turecką tarczę – trofeum w turnieju – oraz dwóch kawalerów prowadzących konia „edek” ubranego w uprząż, która, według legendy, należała do paszy Mehmeda Čelica – dowódcy wojsk tureckich oblegających Sinj w 1715 roku. Za nimi, w dwóch kolumnach, jadą na koniach alkarzy ubrani w historyczne mundury z okresu XVIII wieku. Na głowach mają czapy z futra kun („kalpaki”) ozdobione piórami czapli lub żurawia. Alkarzy noszą ciemnogranatowe spodnie ze srebrnymi lampasami, jedwabne pasy, białe koszule, haftowane kamizelki i ciemnogranatowe rypsowe dolmany zdobione srebrnymi haftami. Uzbrojeni są w drewniane lance z żelaznym grotem o długości ok. 20 cm oraz szable.
Zwycięzca („slavodobitink”) to ten uczestnik, który podczas trzech rund zbierze największą ilość punktów za trafienia w obręcz. Jeśli dwóch lub więcej uczestników turnieju zdobyło jednakową liczbę punktów, to organizowane są dogrywki („pripetavanje” lub też „foranje”) złożone z trzech rund, aż wyłoniony zostanie ostateczny zwycięzca. Zwycięzcę ogłasza i nagradza „wojewoda”, który dekoruje jego lancę trójkolorową wstęgą o nazwie „plamenac”, w barwach Chorwacji. Na cześć zwycięzcy oddawana jest salwa honorowa z murów miejskich.